# Rayan Vitor Simplício Rocha
Rayan Vitor Simplício Rocha (Rio de Janeiro, 3 agosto 2006) è un calciatore brasiliano, attaccante del Vasco da Gama.

## Carriera

### Club
Rayan è entrato a far parte del settore giovanile del Vasco da Gama nel 2012 all'età di sei anni. Il 27 dicembre 2022 ha firmato il suo primo contratto da professionista valido fino a dicembre 2025. Il 20 gennaio 2023 ha debuttato in prima squadra contro l'Audax Rio nel Campionato Carioca e l'11 giugno seguente ha esordito in Série A contro l'Internacional, incontro dove ha anche realizzato la sua prima rete fra con il club bianconero.
Rayan ha completato la sua seconda stagione con il Vasco da professionista. In totale, ha giocato 41 partite, 16 delle quali da titolare, e ha segnato tre gol.

### Nazionale
Nel 2023 ha vinto con la Nazionale Under-17 brasiliana il campionato sudamericano di categoria risultando anche il capocannoniere della competizione con 5 reti a parimerito con Claudio Echeverri e Kauã Elias.

## Statistiche

### Presenze e reti nei club
Statistiche aggiornate al 23 luglio 2023.
| Stagione        | Squadra         | Campionato      | Campionato | Campionato | Coppe nazionali | Coppe nazionali | Coppe nazionali | Coppe continentali | Coppe continentali | Coppe continentali | Altre coppe | Altre coppe | Altre coppe | Totale | Totale | Totale |
| Stagione        | Squadra         | Comp            | Pres       | Reti       | Comp            | Pres            | Reti            | Comp               | Pres               | Reti               | Comp        | Pres        | Reti        | Pres   | Reti   |        |
| --------------- | --------------- | --------------- | ---------- | ---------- | --------------- | --------------- | --------------- | ------------------ | ------------------ | ------------------ | ----------- | ----------- | ----------- | ------ | ------ | ------ |
| 2023            | Vasco da Gama   | A+A/RJ          | 6+2        | 1+0        | CB              | 0               | 0               |                    | -                  | -                  |             | -           | -           | 8      | 1      |        |
| 2024            | Vasco da Gama   | A+A/RJ          | 24+4       | 1+1        | CB              | 5               | 0               |                    | -                  | -                  |             | -           | -           | 33     | 2      |        |
| 2025            | Vasco da Gama   | A+A/RJ          | 0+1        | 0+0        | CB              | 1               | 1               |                    | -                  | -                  |             | -           | -           | 2      | 1      |        |
| Totale carriera | Totale carriera | Totale carriera | 37         | 3          |                 | 6               | 1               |                    | -                  | -                  |             | -           | -           | 43     | 4      |        |

## Palmarès

### Nazionale
- Campionato sudamericano Under-17: 1

2023
- Campionato sudamericano Under-20: 1

Venezuela 2025

### Individuale
- Capocannoniere del Campionato sudamericano Under-17:  : 1

2023 (5 gol)